# Corner-Nunatak
Der Corner-Nunatak ist ein Nunatak in der antarktischen Ross Dependency. Er ragt an der nordöstlichen Ecke (englisch corner) der Miller Range des Transantarktischen Gebirges zwischen dem Nimrod- und dem Marsh-Gletscher auf.
Die Nordgruppe einer von 1961 bis 1962 dauernden Kampagne im Rahmen der New Zealand Geological Survey Antarctic Expedition gab ihm seinen an die geografische Position angelehnten Namen.